# 雷官镇
雷官镇，是中华人民共和国安徽省滁州市来安县下辖的一个乡镇级行政单位。

## 行政区划
雷官镇下辖以下地区：
黄桥村、五里村、雷官村、烟陈村、陈官村、埝塘村、杨渡村、桥湾村和高场村。